# Jordan McLaughlin
Jordan McLaughlin (ur. 9 kwietnia 1996 w Pasadenie) – amerykański koszykarz, występujący na pozycji rozgrywającego, od 2019 zawodnik Minnesoty Timberwolves.
W 2018 reprezentował Brooklyn Nets, podczas rozgrywek letniej ligi NBA w Las Vegas. Rok później wystąpił w barwach Minnesoty Timberwolves.
17 grudnia 2020 zawarł umowę z Minnesotą Timberwolves na występy zarówno w NBA, jak i G-League.

## Osiągnięcia
Stan na 18 grudnia 2020, na podstawie, o ile nie zaznaczono inaczej.
NCAA
- Uczestnik rozgrywek:
  - II rundy turnieju:
    - NCAA (2017)
    - NIT (2018)

  - turnieju:
    - NCAA (2016, 2017)
    - Portsmouth Invitational Tournament (2018)

  - meczu gwiazd NCAA – Reese's College All-Star Game (2018)
- MVP turnieju Las Vegas Classic (2017)
- Zaliczony do:
  - I składu:
    - Pac–12 (2018)
    - turnieju Pac–12 (2018)
    - defensywnego Pac–12 (2018)
    - najlepszych pierwszorocznych zawodników Pac–12 (2015)

  - honorable mention Pac-12 (2016, 2017)
- Członek zespołu Pac-12 All-Star (2016)
- Zawodnik tygodnia Pac-12 (26.12.2016, 6.03.2017, 18.12.2017)
- Lider Pac 12 w liczbie:
  - rozegranych minut (1270 – 2018)
  - (281) i średniej asyst (7,8 – 2018)